# Жидкий азот

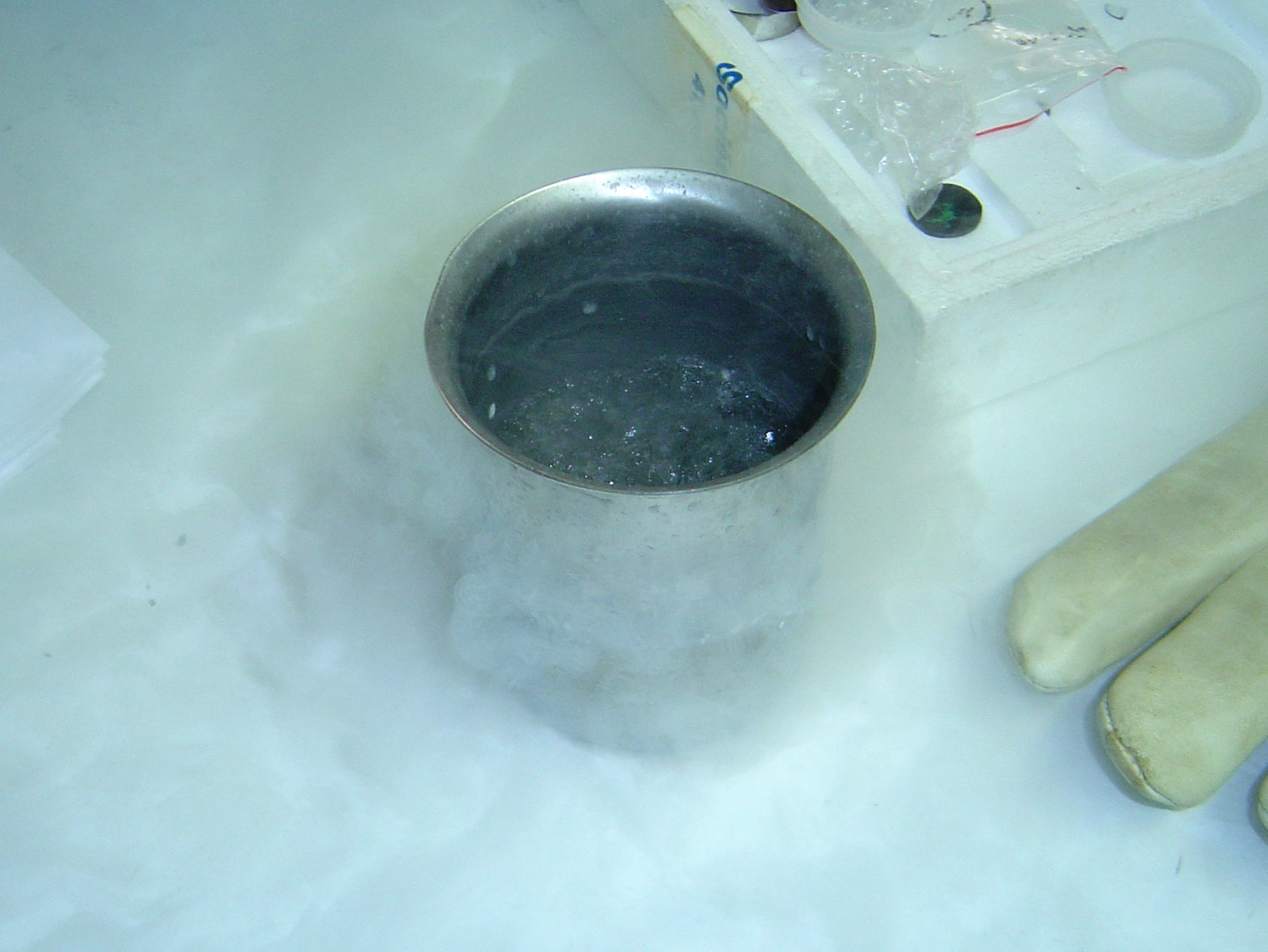
Жидкий азот в кружке.

Жи́дкий азо́т — прозрачная жидкость. Является одним из четырёх агрегатных состояний азота. Жидкий азот обладает удельной плотностью 0,808 г/см³ и имеет точку кипения 77,4 K (−195,75 °C). Не взрывоопасен и не ядовит, однако всё равно опасен, т.к. не поддерживает дыхание; работы следует производить в хорошо вентилируемом помещении. Впервые получен Раулем Пикте.

## Получение
В 1883 году Зигмунд Врублевский и Кароль Ольшевский, используя кипение этилена под низким давлением, добились достижения температуры в −150 °C и затем смогли добиться сжижения кислорода. Для сжижения азота нужна была более низкая, чем для кислорода, температура, и кипящий этилен уже не годился. Но Врублевскому пришла мысль использовать для этой цели полученный жидкий кислород, создавая вакуум уже над ним.

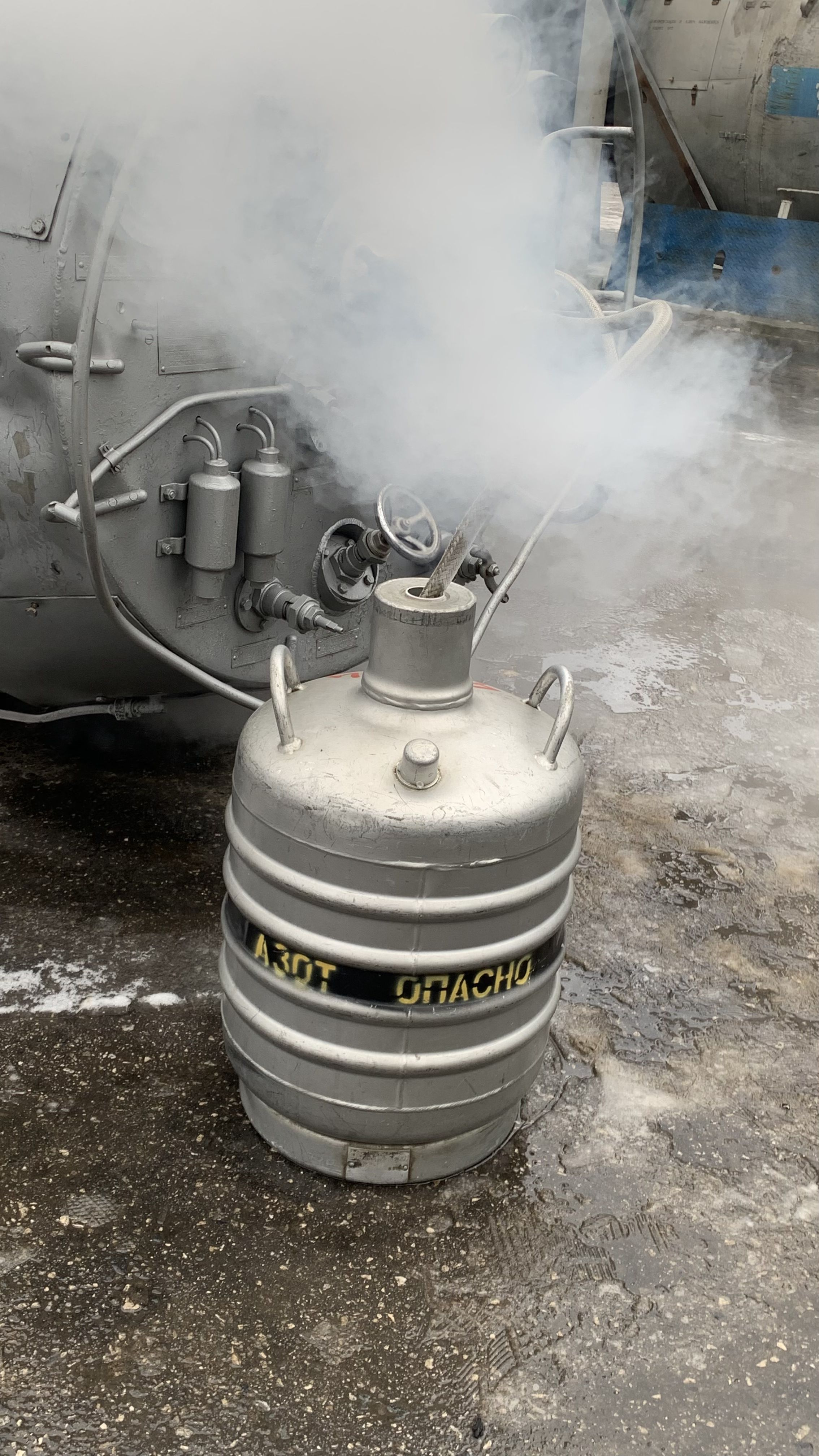
Жидкий азот в сосуде Дьюара

В настоящее время жидкий азот получают путем сжижения атмосферного воздуха (с использованием детандера) с дальнейшим его разделением на воздухоразделительной установке, либо сжижением газообразного азота, полученного с помощью мембранного, либо сорбционного метода разделения воздуха.

## Хранение

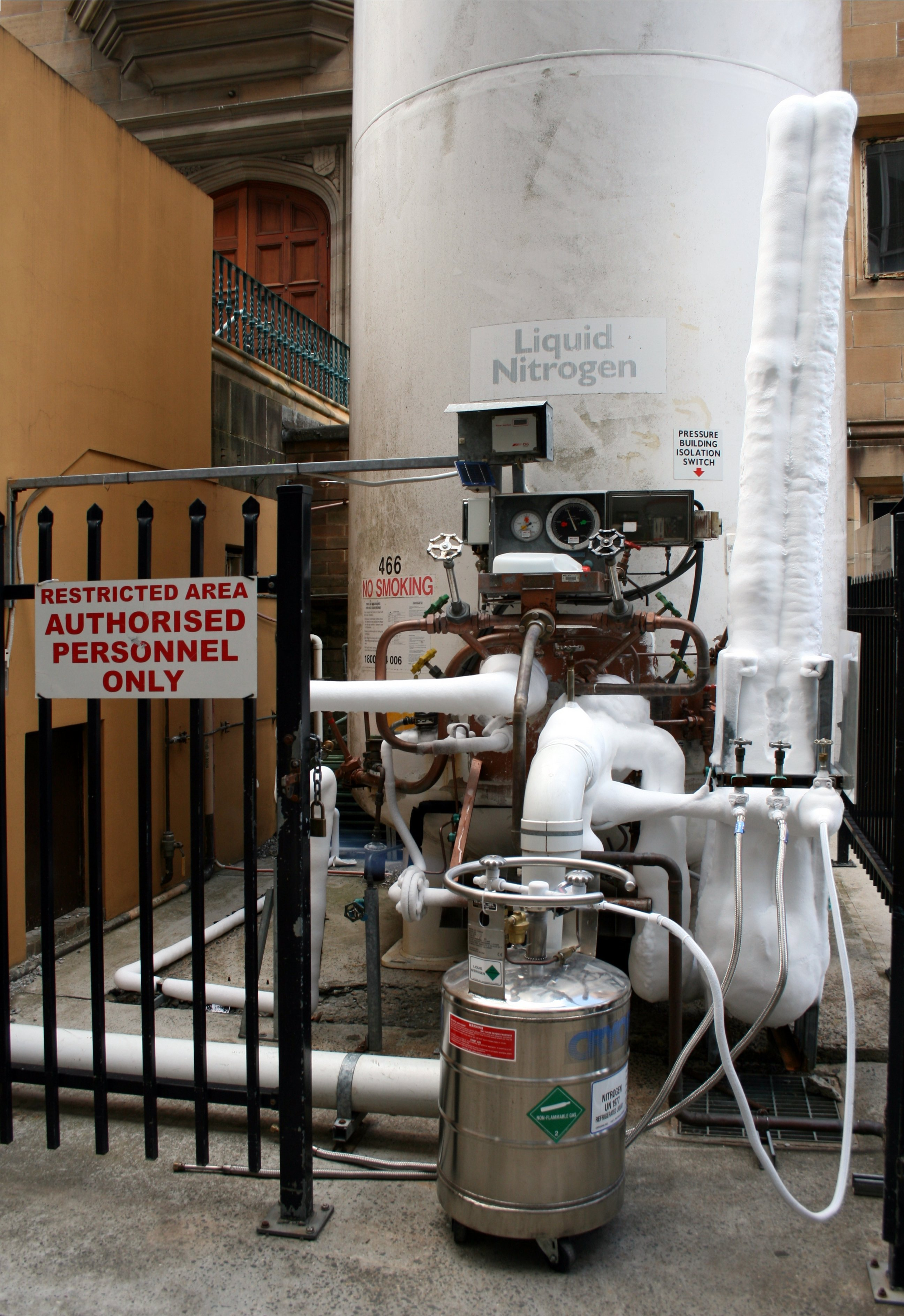
Заполнение криоцилиндра жидким азотом из бака

Литр жидкого азота, испаряясь и нагреваясь до 20 °C, образует примерно 700 литров газа. По этой причине жидкий азот хранят в специальных сосудах Дьюара с вакуумной изоляцией открытого типа или криогенных ёмкостях под давлением.

## Использование
У жидкого азота немало сфер применения.
В технике и на производстве:
- используется для криогенной резки;
- при глубокой заморозке различных материалов, в том числе органических;
- для охлаждения различного оборудования и техники, в том числе для охлаждения полупроводниковых детекторов на особо чистом германии, фотоприёмных устройств на дальний ИК-диапазон, наряду с микрокриогенной установкой на основе обратного цикла Стирлинга;
- в оверклокинге, для охлаждения компонентов компьютера при экстремальном разгоне;

В строительстве:
- Для замораживания водонасыщенных грунтов при строительстве подземных сооружений.[5]

В медицине:
- для хранения клеток, органов и тканей при помощи криоконсервации
- для криодеструкции (разрушения пораженных участков кожи, тканей и органов), например, для удаления бородавок
- для косметической процедуры «криованна» (воздействие холодом на кожу)

В пожаротушении:
- Испаряясь, азот охлаждает очаг возгорания и вытесняет кислород, необходимый для горения, поэтому пожар прекращается. Так как азот, в отличие от воды, пены или порошка, просто испаряется и выветривается, азотное пожаротушение, наряду с углекислотным, — наиболее эффективный с точки зрения сохранности ценностей способ тушения пожаров.

В учебных организациях и музеях интерактивной науки:
- Жидкий азот используется для демонстрации эффекта Лейденфроста, а также для заморозки различных предметов в учебных целях.

## Заморозка жидким азотом живых организмов
Заморозка жидким азотом живых организмов (главным образом млекопитающих) с возможностью последующей их разморозки проблематична. Проблема заключается в невозможности заморозить (и разморозить) организм достаточно быстро, чтобы неоднородность заморозки не сказалась на его жизненных функциях. Главным образом происходит обширное повреждение тканей кристаллами замёрзшей воды. Даже если остановить сердцебиение на момент заморозки и заморозить живое существо без повреждений, его разморозка представляет собой достаточно длительный процесс, проходящий от поверхности внутрь тела. К моменту полной разморозки внутренней области тела, наружные ткани успевают отмереть. Поэтому заморозка и последующая разморозка с сохранением жизни возможна только с относительно небольшими по размерам живыми организмами. Некоторые насекомые используют заморозку своего тела на зимнее время.
Но тем не менее заморозка людей после их смерти осуществляется несколькими крионическими компаниями, как в России, так и за рубежом.

## Жидкий азот в массовой культуре
Жидкий азот нередко демонстрируется в кинофильмах («Терминатор 2: Судный день», «Куб Ноль») в качестве вещества, способного мгновенно заморозить достаточно крупные объекты. Это широко распространённая ошибка. Даже для замораживания цветка необходимо достаточно продолжительное время. Это связано отчасти с весьма низкой теплоёмкостью азота. По этой же причине весьма затруднительно охлаждать, скажем, замки́ до −196 °C и раскалывать их одним ударом, согласно одной из серий «Разрушителей Легенд» для этого требуется 25 минут. Однако на примере «Терминатора 2. Судный день» нельзя однозначно сказать, что это невозможно, так как неизвестен материал (его характеристики), из которого изготовлен терминатор «Т-1000».
Станислав Лем, фантазируя на тему заморозки людей жидким азотом в книге «Фиаско», придумал экстренную систему заморозки азотом, в которой шланг с азотом, выбивая зубы, вонзался в рот астронавта, и внутрь его подавался обильный поток азота.